# Abogado por un dólar
Abogado por un dólar (en hangul, 천원짜리 변호사; en hanja, 千元짜리 辯護士; RR: Cheonwonjjari Byeonhosa) es una serie de televisión surcoreana dirigida por Kim Jae-hyun y Shin Jung-hoon, y protagonizada por Namkoong Min y Kim Ji-eun. Se emitió por el canal SBS los viernes y sábados desde el 23 de septiembre hasta el 11 de noviembre de 2022 a las 22:30 y 22:10 horas respectivamente (hora local coreana).

## Sinopsis
La serie describe la historia de un abogado, antiguo fiscal, que está entre los mejores del foro, pero que a causa de algo que sucedió en su pasado solo cobra mil wones como honorarios por los casos que acepta, y se enfrenta a otros abogados más ricos y poderosos.

## Reparto

### Principal
- Namkoong Min como Chun Ji-hoon, un habilísimo abogado que gana por cada caso un billete de mil wones.[3]
- Kim Ji-eun como Baek Ma-ri, abogada en prácticas de fiscal del Instituto de Investigación y Capacitación Judicial, que va a trabajar después en el bufete de Chun.[4][5]
- Choi Dae-hoon como Seo Min-hyuk, un fiscal de familia privilegiada cuyo objetivo es cambiar el bufete de Baek a Baek & Seo a través de su matrimonio con Baek Ma-ri.[1][6]
- Lee Deok-hwa como Baek Hyun-moo, un abogado que fundó un gran bufete, y abuelo de Ma-ri.[7][8]
- Park Jin-woo como Sa Ma-jang, empleado del bufete de Chun, hombre para todo.[1]

### Secundario

#### Allegados a Chun Ji-hoon
- Gong Min-jeung como Na Ye-jin, una fiscal con un estilo de vida elevado, fue la sénior de Ji-hoon y lo sigue siendo de Min-hyuk en la fiscalía.[9]
- Kim Ja-young como Jo Eul-rye, la propietaria del edificio donde está de alquiler Chun Ji-hoon, al que reclama continua e infructuosamente el pago.[10]

#### Bufete de abogados Baek
- Lee Chung-ah como Lee Joo-young, una abogada brillante y justa, que dejó el bufete para abrir uno propio.[11]
- Ha Sung-kwang como Seo Young-joon, un abogado de gran talento en el bufete de Baek Hyun-moo.[12]
- Jo Yeon-hee como Oh Min-ah, la madre de Baek Ma-ri, vive gracias a su familia dinerada, y su principal distracción es ir de compras.[13]

#### Otros
- Kim Cheol-yoon como Lee Myung-ho, cliente de Ji-hoon que es culpable de cuatro robos y al que acusan de un quinto que no cometió.[14]
- Park Sung-joon como Kim Min-jae, cliente de Ji-hoon que se comporta de modo extraño.[15]
- Hwang Jung-min como Lee Young-ok, la esposa del gerente de la oficina de Sa Ma-jang.[16]
- Lee So-young como la esposa de Lee Myung-ho, que repone todas sus esperanzas en Ji-hoon.[17]
- Han Dong-hee como Kim Soo-yeon, una médica de urgencias de 26 años, hermana de Kim Min-jae.[18]
- Um Hyo-sup como Kim Chun-gil, pintor famoso de 58 años, actualmente desaparecido por una demanda contra los internautas.Todos creían que Kim Min-jae lo mató y lo enterró en la montaña Yongho.[18]
- Park Seon-ah como Yoo Hee-joo, directora de la Youngwan Gallery. Fue víctima del caso de asesinato de Pung Jin Dong, el día del incidente.[18]
- Yoon Na-moo como Choi Ki-tae, presidente de JQ Group, chaebol de tercera generación.[18]
- Nam Myeong-ryeol como Kim Yun-seop, antiguo miembro del Departamento Central de Investigación de la Oficina del Fiscal General y el padre del fiscal Chun Ji-hoon.[19]
- Jeon Jin-oh como Jo Woo-seok, el asesino que dice haber matado a Lee Joo-young.[20]
- Kwon Hyuk-beom como Cha Min-cheol, nuevo cliente de Chun Ji-hoon y el verdadero criminal que mató a Lee Joo-young.[21]
- Joo Seok-tae como Choi Ki-seok, presidente de JQ Group.[22]

#### Apariciones especiales
- Lee Je-hoon como Lee Je-hoon.[23]
- Jung Moon-sung como Shin Joong-hoon (ep. 12).[24]

## Producción
El guion de la serie es obra de las hermanas Choi Soo-jin y Choi Chang-hwan, que ganaron con él el concurso de guiones de SBS en 2015. Se estaba preparando para 2016, pero se retrasó tras una controversia causada por su posible similitud con la serie de KBS2 My Lawyer, Mr. Jo.
La lectura del guion se llevó a cabo el 12 de agosto de 2022. Es la tercera ocasión en que los protagonistas Namkoong Min y Kim Ji-eun trabajan juntos, después de Doctor Prisoner en 2019 y The Veil en 2021.
La serie se dividió en dos partes de ocho y cuatro episodios respectivamente; al final de la primera se emitió un episodio especial. Por otra parte, aunque estaba proyectada para desarrollarse en catorce capítulos, en pleno período de emisión se anunció que quedaría reducida a doce, para elevar la calidad. El rodaje concluyó el 3 de noviembre de 2022.

## Banda sonora original
| Parte | Fecha de publicación     | N.º | Título                                     | Letra                          | Música                                  | Artista        | Duración |
| ----- | ------------------------ | --- | ------------------------------------------ | ------------------------------ | --------------------------------------- | -------------- | -------- |
| 1     | 24 de septiembre de 2022 | 1   | «Get in Line» (줄서)                       | J.SEASON, BC3000, Kim Hyun-jun | J.SEASON, BC3000, Kim Hyun-jun          | DinDin         | 3:10     |
| 1     | 24 de septiembre de 2022 | 2   | «Get in Line» (줄서) (inst.)               |                                | J.SEASON, BC3000, Kim Hyun-jun          |                | 3:10     |
| 2     | 1 de octubre de 2022     | 1   | «Solomon» (솔로몬)                         | Koonta                         | Koonta, J.SEASON, BC3000                | Koonta         | 3:20     |
| 2     | 1 de octubre de 2022     | 2   | « Solomon» (솔로몬) (inst.)                |                                | Koonta, J.SEASON, BC3000                |                | 3:20     |
| 3     | 8 de octubre de 2022     | 1   | «Day and Day» (또 하루는)                  | Lee Su-yeon                    | KOOW                                    | Kang Heo Dalim | 3:59     |
| 3     | 8 de octubre de 2022     | 2   | «Day and Day» (또 하루는) (inst.)          |                                | KOOW                                    |                | 3:59     |
| 4     | 14 de octubre de 2022    | 1   | «1000won Lawyer» (천원짜리 변호사)         | Kim Seong-yul                  | Kim Seong-yul                           | Kim Kyung-ho   | 2:10     |
| 4     | 14 de octubre de 2022    | 2   | «1000won Lawyer» (천원짜리 변호사) (inst.) |                                | Kim Seong-yul                           |                | 2:10     |
| 5     | 22 de octubre de 2022    | 1   | «Wadadada» (와다다다)                      | Tiger JK                       | Tiger JK, J.SEASON, BC3000,Kim Hyun-jun | Tiger JK       | 2:42     |
| 5     | 22 de octubre de 2022    | 2   | «Wadadada» (와다다다) (inst.)              |                                | Tiger JK, J.SEASON, BC3000,Kim Hyun-jun |                | 2:42     |

## Audiencia
La serie comenzó bien y con cifras en crecimiento en sus primeros episodios, pese a emitirse en viernes y sábado, días poco favorables.
| Temporada | Temporada | Episodio número | Episodio número | Episodio número | Episodio número | Episodio número | Episodio número | Episodio número | Episodio número | Episodio número | Episodio número | Episodio número | Episodio número | Promedio |
| Temporada | Temporada | 1               | 2               | 3               | 4               | 5               | 6               | 7               | 8               | 9               | 10              | 11              | 12              | Promedio |
| --------- | --------- | --------------- | --------------- | --------------- | --------------- | --------------- | --------------- | --------------- | --------------- | --------------- | --------------- | --------------- | --------------- | -------- |
|           | 1         | 1.505           | 1.602           | 2.279           | 2.288           | 2.805           | 2.502           | 2.626           | 2.785           | 2.933           | 2.711           | 2.729           | 2.860           | 2.469    |

| Episodio | Fecha de emisión         | Índices de audiencia | Índices de audiencia | Índices de audiencia |
| Episodio | Fecha de emisión         | (Nielsen Korea)      | (Nielsen Korea)      | TNmS                 |
| Episodio | Fecha de emisión         | Nacional             | Seúl                 | Nacional             |
| --- | ------------------------ | -------------------- | -------------------- | -------------------- |
| 1 | 23 de septiembre de 2022 | 8,2% (4.ª)           | 8,8% (3.ª)           | 6,9% (9.ª)           |
| 2 | 24 de septiembre de 2022 | 8,5% (2.ª)           | 8,8% (2.ª)           | 7,8% (3.ª)           |
| 3 | 30 de septiembre de 2022 | 12,9% (3.ª)          | 13,5% (2.ª)          | N.D.                 |
| 4 | 1 de octubre de 2022     | 12% (2.ª)            | 12,6% (2.ª)          | 9,5% (2.ª)           |
| 5 | 7 de octubre de 2022     | 14.9% (2.ª)          | 15.1% (1.ª)          | 12% (3.ª)            |
| 6 | 8 de octubre de 2022     | 13.4% (2.ª)          | 13.6% (2.ª)          | 11.3% (2.ª)          |
| 7 | 14 de octubre de 2022    | 14.5% (1.ª)          | 14.6% (1.ª)          | 11.4% (3.ª)          |
| 8 | 15 de octubre de 2022    | 15% (2.ª)            | 15.6% (2.ª)          | 11.3% (2.ª)          |
| especial | 21 de octubre de 2022    | 7,6%                 | 8%                   | 7,1%                 |
| 9 | 22 de octubre de 2022    | 14.6% (2.ª)          | 15.1% (2.ª)          | 11% (2.ª)            |
| 10 | 29 de octubre de 2022    | 13.7% (2.ª)          | 14.1% (2.ª)          | 10.7% (2.ª)          |
| 11 | 5 de noviembre de 2022   | 13.6% (2.ª)          | 14.4% (2.ª)          | 10% (2.ª)            |
| 12 | 11 de noviembre de 2022  | 15,2% (1.ª)          | 15,8% (1.ª)          | N.D.                 |
| Promedio | Promedio                 | 13%                  | 13,5%                | -%*                  |
| - En la tabla superior, aparecen en azul los índices más bajos, y en rojo los más altos. - ‘N.D.’ indica que no se ha publicado el dato. (*) Se desconoce el promedio exacto debido a que no se publicaron todos los datos. |                          |                      |                      |                      |

## Premios y nominaciones
| Año  | Premio           | Categoría                                                     | Candidato     | Resultado | Ref.   |
| ---- | ---------------- | ------------------------------------------------------------- | ------------- | --------- | ------ |
| 2022 | SBS Drama Awards | Gran Premio (Daesang)                                         | Namkoong Min  | Nominado  | [ 39 ] |
| 2022 | SBS Drama Awards | Director's Award                                              | Namkoong Min  | Ganador   | [ 40 ] |
| 2022 | SBS Drama Awards | Premio a la gran excelencia, actor en serie romántica/comedia | Namkoong Min  | Nominado  | [ 41 ] |
| 2022 | SBS Drama Awards | Premio a la excelencia, actor en serie romántica/comedia      | Choi Dae-hoon | Nominado  | [ 42 ] |
| 2022 | SBS Drama Awards | Premio a la excelencia, actriz en serie romántica/comedia     | Kim Ji-eun    | Ganadora  | [ 43 ] |
| 2022 | SBS Drama Awards | Mejor actuación                                               | Lee Chung-ah  | Ganador   | [ 44 ] |
| 2022 | SBS Drama Awards | Mejor actor de reparto en serie romántica/comedia             | Park Jin-woo  | Ganador   | [ 40 ] |
| 2022 | SBS Drama Awards | Mejor actriz de reparto en serie romántica/comedia            | Gong Min-jung | Ganadora  | [ 40 ] |